# Mzdowo
Mzdowo (kaszb. Mzdowò) – wieś w Polsce położona w województwie pomorskim, w powiecie słupskim, w gminie Kępice.
Wieś leży w pobliżu drogi wojewódzkiej 208. We wsi znajduje się stacja kolejowa Mzdowo.
W latach 1954–1957 wieś należała i była siedzibą władz gromady Mzdowo, po jej zniesieniu w gromadzie Kępice. W latach 1975–1998 miejscowość należała administracyjnie do województwa słupskiego.